# Desde esa noche
"Desde Esa Noche" é uma canção gravada pela cantora mexicana Thalía, com cantor colombiano Maluma, para o seu décimo terceiro álbum de estúdio Latina (2016). A música foi lançada como o primeiro single do álbum em 29 de janeiro de 2016 através da Sony Music Latin. A música foi escrita e produzida por Sergio George com María Adelaida Agudelo, Pablo Uribe, Mauricio Rengifo e Maluma. "Desde Esa Noche" é uma canção pop latina e reggaeton, com banda e influências norteño, bem como arranjos de mariachi e acordeão de cumbia. Ele recebeu críticas positivas e tornou-se um sucesso comercial em toda a América Latina e Estados Unidos, onde alcançou o 16º lugar na parada Hot Latin Songs e o 4º lugar na parada Latin Pop Songs, publicada pela Billboard.

## Antecedentes e lançamento
Em 16 de dezembro de 2015, Thalía postou em sua conta no Instagram uma foto com o produtor musical Sergio George, com a legenda: "Você está pronto para o sucesso do ano?!?!". Mais tarde, em 4 de janeiro de 2016, ela postou outra foto com ele, explicando: "Tentando decidir o ritmo da percussão de uma música. Aqueles momentos no estúdio, quando se está produzindo uma nova música, discutindo idéias e mixando estilos musicais são aqueles que nós, os cantores, amamos!". Em 25 de janeiro de 2016, Thalia começou a provocar um novo single através de suas mídias sociais, alegando que lançaria novas músicas "em breve". Ela continuou postando as letras do single durante a semana, até ser lançado em 29 de janeiro de 2016.
Em entrevista à Billboard, Thalía comentou sobre a música: "Desde o primeiro momento em que ouvi a música, eu disse: 'Isso é um sucesso'. Quando Sérgio e eu trabalhamos no arranjo, eu queria incluir trompetes mexicanos e ele queria que a música tivesse uma base de
reggaeton, então eu senti que precisava de um cúmplice, alguém para cantar comigo e, é claro, ter alguém para responder a ele. a ideia de ter Maluma surgiu daí."

## Composição
"Desde Esa Noche" foi escrito por María Adelaida Agudelo, Pablo Uribe, Mauricio Rengifo, Sergio George e Maluma, e foi produzido por George e co-produzido por Armando Ávila. É uma música pop latina e reggaeton, bem como arranjos de mariachi e acordeão de cumbia, com banda e influências norteño. Sua instrumentação consiste em acordeão, cornetas, trompetes e guitarras. Liricamente, a música fala de um encontro sensual entre duas pessoas que poderiam se transformar em outra coisa, com os cantores negociando nas linhas, como: "Desde esa noche solo pienso en ti" ("Desde essa noite eu só penso em ti") e "me muero por tenerte aquí, pero me da miedo enamorarme de ti" ("Eu estou morrendo de vontade de tê-lo aqui, mas estou com medo de me apaixonar por ti").

## Recepção
Crítico
Nichole Fratangelo, da Latina, elogiou a faixa, dizendo que "a música mostra as vozes matadoras dos cantores e tem uma batida suficiente para levantar e levantar a cadeira". Thom Jurek da AllMusic, elegeu-o como um dos destaques do álbum, e observou que "as batidas e a linha de baixo são exortações para a pista de dança". Cosmopolitan en Español elogiou o emparelhamento, observando que eles gostaram da colaboração. A Billboard analisou que "em toda a música, o flerte de Thalía se entrelaça com a expressividade de Maluma sobre os ritmos de reggaeton". A equipe do site FMBox comentou que "criativa e ousadia, Thalia nos surpreende com uma joia inesperada que servirá como uma introdução ao seu próximo álbum que é garantido para fazer todos dançarem". David Lopez do Miusyk, escreveu que "Thalía aposta criatividade e risco. É um marco para um artista que não tem mais nada a provar para fazer esta opção".

### Comercial
"Desde Esa Noche" tornou-se um dos maiores sucessos de Thalia na América Latina, onde foi mapeado em muitos países onde ela não havia traçado por muitos anos. Na Argentina, a música conseguiu chegar ao número quatro nas paradas; no Chile, a música conseguiu chegar ao número três; enquanto no Equador, a música liderou as paradas. No México, a música conseguiu chegar ao número três, tornando-se seu mais alto single desde "Por Lo Que Reste De Vida" (2014). Na Espanha, a música chegou ao número 22, tornando-se a primeira aparição de Thalia nas paradas PROMUSICAE em mais de quatorze anos; a última foi com "Tú y Yo" (2002). No Hot Latin Tracks dos EUA, "Desde Esa Noche" chegou ao número 16, enquanto no Latin Pop Songs, alcançou o número quatro, tornando-se o maior single de Thalía desde "Te perdiste mi amor" (2013) em ambos os gráficos. Na Latin Pop Songs, a música se tornou seu 14º top 10, fazendo dela apenas uma das cinco cantoras com mais top 10 na parada.

## Vídeo clipe

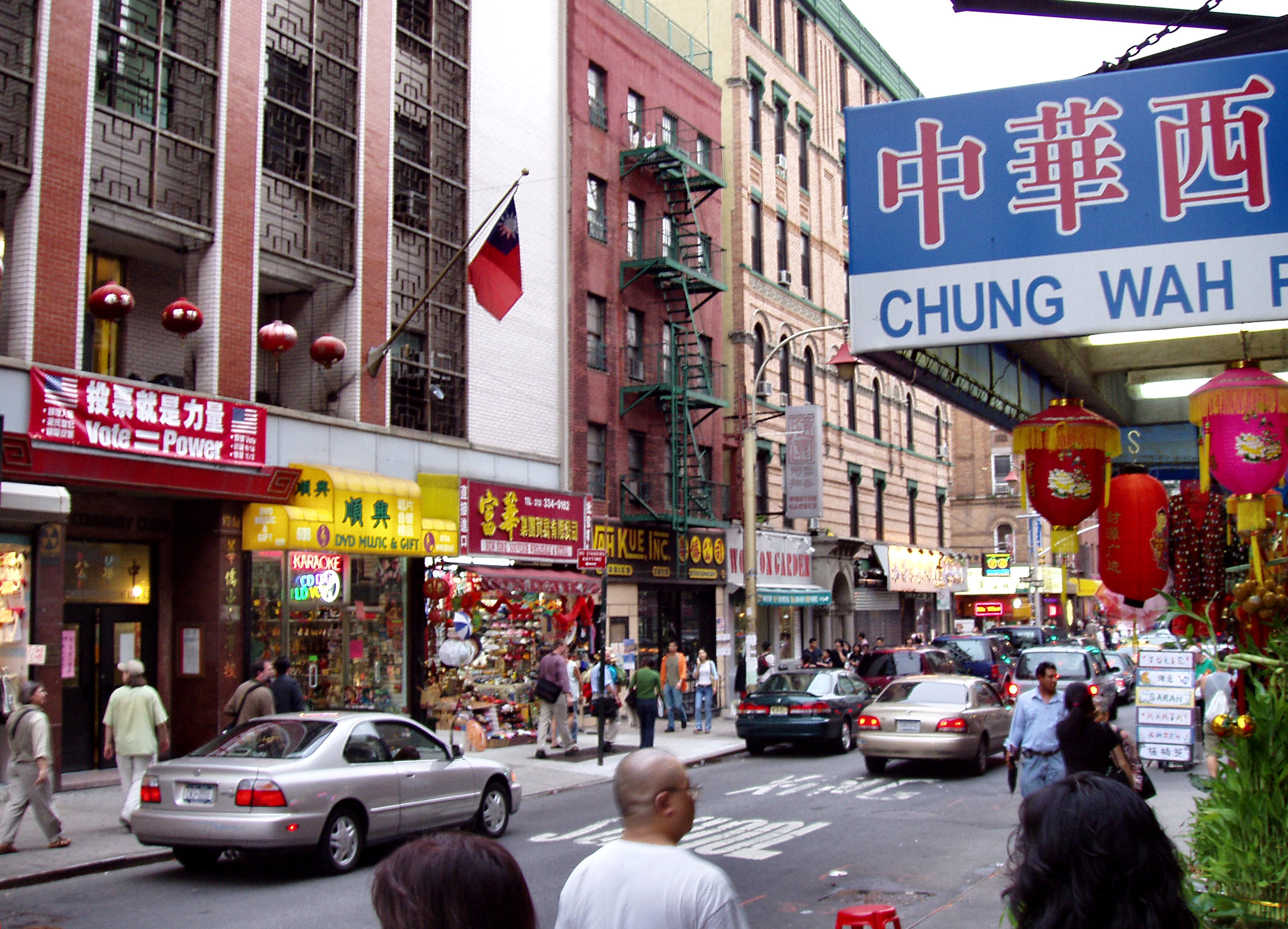
Mott Street in New York City, the traditional center of Chinatown, where the Chinatown Community Center is located.

O videoclipe da música foi dirigido por Carlos Perez em Chinatown, Nova York. A filmagem do vídeo ocorreu em 4 e 5 de fevereiro e foi lançada em 18 de março de 2016. No videoclipe, conforme observado por Diana Marti do E! News, argumentou que o vídeo inclui uma performance cheia de química entre [Thalía e Maluma]. A cantora usa vários penteados, enquanto Maluma recebe tinta nova." Celia Fernandez da Latina elogiou o vídeo, escrevendo que "os dois são um jogo feito no paraíso musical!" O vídeo clipe da canção foi lançado em 18 de Março de 2016 pela conta VEVO oficial da cantora no You Tube.

## Performances ao vivo
Thalia e Maluma performaram a música ao vivo pela primeira vez no Premio Lo Nuestro, o evento que aconteceu em 18 de fevereiro de 2016. Isso causou uma forte reação na mídia pela química entre os dois artistas. O vídeo da performance ultrapassou 670 milhões de visualizações no YouTube em janeiro de 2019. Thalia e Maluma já performaram a música ao vivo em suas respectivas turnês.

## Formato e duração
- Download digital

1. "Desde Esa Noche" – 3:48

## Créditos
| Créditos adaptados do Tidal. - Thalía - vocais - Maluma - vocais, escrita - Sergio George - escrita, produção, teclados, bateria - María Adelaida Agudelo - escrevendo - Mauricio Rengifo - escrevendo, programando, arranjando - Pablo Uribe - escritor, violão, arranjador - Armando Ávila - co-produção, engenheiro de mixagem - Juan Mario Aracil "Mayito" - engenheiro de mixagem, engenheiro de gravação - Carlos Álvarez - engenheiro de mixagem | - Tom Coyne - engenheiro de masterização - Gerardo Pérez - trompete - Jair Alcalá - acordeão - Fernando Rojo - assistente do produtor, coordenador - Adriana Muñoz - coordenadora - Emilio Ávila - coordenador - Edgar Barrera - guitarra - Pablo Arraya - engenheiro de gravação |

## Desempenho nas tabelas musicais

### Paradas semanais
| Chart (2016)                               | Posição |
| ------------------------------------------ | ------- |
| Argentina (Monitor Latino)                 | 4       |
| Billboard Hot Latin Songs                  | 16      |
| Billboard Latin Airplay                    | 25      |
| Billboard Latin Pop Songs                  | 4       |
| Billboard Latin Digital Songs              | 7       |
| Billboard Mexican Espanol Airplay          | 3       |
| Chile (Monitor Latino)                     | 2       |
| Espanha (PROMUSICAE Top 100)               | 22      |
| Equador (Monitor Latino)                   | 1       |
| Equador (National-Report)                  | 1       |
| México (AMPROFON Top 20 Streaming)         | 12      |
| México (Monitor Latino Top 20 Pop Airplay) | 4       |
| México (Monitor Latino Top 20 Pop Radio)   | 11      |
| Uruguai (Monitor Latino)                   | 11      |

## Vendas e certificações
| Região | Certificação    | Vendas/distribuição |
| --- | --------------- | ------------------- |
| Espanha (AMPROFON) | Platina         | 40.000^             |
| EUA (RIAA) | 2x Platina      | 120.000*            |
| México (AMPROFON) | 3x Platina+Ouro | 210.000‡            |
| *vendas baseadas apenas na certificação ^distribuições baseadas apenas na certificação ‡vendas+demandas baseadas apenas na certificação |                 |                     |